# Football Club Swift Hesperange
Maillots
Actualités
Le FC Swift Hesperange (FC Swift Hesper en luxembourgeois, forme raccourcie de Football Club Swift Hesper) est un club de football luxembourgeois, fondé en 1916 et basé à Hesperange. Il évolue en BGL Ligue, la première division luxembourgeoise de football.
Fondé le 2 juillet 1916, le FC Swift Hesperange connaît sa première période de succès bien plus tard, au début des années 90 en remportant la première Coupe du Luxembourg de son histoire en 1990 face à l'AS Differdange. L'année suivante, le club disputera pour la première fois une compétition européenne, la Coupe des vainqueurs de coupe face au Legia Varsovie.
Remportant trois titres de champions de Promotion d'Honneur en 2001, 2013 et 2016, le club atteindra son apogée lors de la saison 2022-2023 où le Swift remporte le championnat de BGL Ligue pour la première fois de son histoire. Le club participe ainsi, la saison suivante, à la Ligue des champions face au ŠK Slovan Bratislava.

## Historique

### Fondation et Seconde Guerre mondiale (1916 - 1945)
Le club est fondé le 2 juillet 1916 sous le nom de "Football Club Swift Hesperange" (Football Club Swift Hesper en luxembourgeois).
Lors de la Seconde Guerre mondiale, le Luxembourg est sous occupation allemande, ainsi, le club change de nom pour devenir le "FV Rot-Weiß Hesperingen" jusqu'en 1944, date où le club revient à son nom d'origine.

### Les premiers titres (1989 - 2001)
En 1990, le club remporte pour la première fois de son histoire la Coupe du Luxembourg  face à l'AS Differdange au terme d'un match spectaculaire qui se termine sur le score de sept buts à un après un match nul de trois partout,.
À la suite de ce succès en coupe, le FC Swift Hesperange joue pour la première fois une coupe d'Europe, la Coupe des vainqueurs de coupe en 1990-1991. Débutant en 16es de finale, le club est directement éliminé après deux défaites sur le score de trois buts à zéro face aux polonais du Legia Varsovie.
À l'issue de la saison 1996-1997, le club remporte la 1.Division (la troisième division luxembourgeoise).
Quatre ans plus tard, le Swift remporte la Promotion d'Honneur.

### Stabilisation en Division Nationale (2001 - 2012)
À la suite de sa remontée en Division Nationale, le club a pour objectif de se stabiliser dans cette dernière.
Lors de la saison 2006-2007, le club atteint les demi-finales de la Coupe du Luxembourg mais s'incline sur le plus petit des scores face à l'UN Käerjeng 97.
Durant onze saisons, l'objectif est atteint, devenant un club solide du milieu de tableau de première division.

### Redescente au second échelon (2012 - 2020)
Lors de la saison 2011-2012, le club termine 12e de BGL Ligue, l'envoyant en Promotion d'Honneur. Malgré une remontée rapide à l'issue de la saison suivante en terminant champion, le club retourne directement en seconde division à l'issue de la saison 2013-2014 de BGL Ligue.
Jouant régulièrement le milieu de tableau, le Swift atteint lors de la saison 2018-2019 le barrage de promotion en terminant 3e de Promotion d'Honneur. Lors de ce barrage, Hesperange s'incline deux buts à zéro face à l'US Hostert, ne validant donc pas sa montée dans l'élite,.
En 2020, le club se retrouve 1er de Promotion d'Honneur à l'issue de la saison qui se termine précocement en raison de la pandémie mondiale du Covid-19, le club obtient donc sa montée en BGL Ligue,. 

### La montée en puissance (depuis 2020)
Dès son retour dans l'élite, le club termine 3e du championnat et se qualifie donc pour la Ligue Europa Conférence lors de l'exercice suivant. En Europe, le Swift est proche de passer le 1er tour face aux slovènes du NK Domžale, mais le club ne parviendra pas à rattraper sa défaite lors du match aller en Slovénie,,,.
Lors de la saison 2022-2023, le club réalise la meilleure saison de son histoire en obtenant pour la première fois le titre de champion de BGL Ligue,,. Cette performance en championnat envoie le Swift la saison suivante en Ligue des champions, s'inclinant lors du 1er tour face au ŠK Slovan Bratislava,,. Reversé en Ligue Europa Conférence, le club atteint le 3e tour de la compétition cette saison-là, marquant sa meilleure performance en Ligue Europa Conférence,. Cette même saison, Hesperange termine vice-champion de BGL Ligue derrière le FC Differdange 03 et atteint la finale de la Coupe du Luxembourg, où le club s'inclinera lors d'une séance de tirs au but face au FC Progrès Niederkorn,,,.
Malgré une place de vice-champion, le FC Swift Hesperange se voit interdit de participer à la moindre compétition européenne la saison suivante à la suite du fait que le propriétaire du club, Flavio Becca, n'a pas respecté les règles obligatoires pour l'obtention de la licence UEFA. Un audit sur les finances des clubs a en effet mentionné des arriérés de paiement envers le personnel du club et envers les administrations sociales et/ou fiscales,. Par ailleurs, le club est interdit de recrutement durant trois périodes de transferts par la FIFA.

## Bilan sportif

### Palmarès
Le tableau suivant récapitule les performances du FC Swift Hesperange dans les différentes compétitions officielles luxembourgeoises.
| Compétitions nationales | Compétitions internationales |
| --- | --- |
| - BGL Ligue - Champion : 2023 - Vice-champion : 2024 - Coupe du Luxembourg - Vainqueur : 1990 - Finaliste : 2024 - Promotion d'Honneur - Champion : 2001, 2013, 2016 - 1.Division - Champion : 1997 | - Ligue des champions (C1) - Meilleure performance : 1er tour en 2023 - Ligue Conférence (C4) - Meilleure performance : 3e tour en 2023 Anciennes compétitions - Coupe des vainqueurs de coupe (C2) - Meilleure performance : 1er tour en 1990 |

### Bilan européen
Note : dans les résultats ci-dessous, le score du club est toujours donné en premier.
| Saison    | Compétition             | Tour             | Club              | Domicile | Extérieur | Total |
| --------- | ----------------------- | ---------------- | ----------------- | -------- | --------- | ----- |
| 1990-1991 | Coupe des coupes        | Premier tour     | Legia Varsovie    | 0 - 3    | 0 - 3     | 0 - 6 |
| 2021-2022 | Ligue Europa Conférence | Premier tour Q   | NK Domžale        | 1 - 1    | 0 - 1     | 1 - 2 |
| 2023-2024 | Ligue des champions     | Premier tour Q   | Slovan Bratislava | 0 - 2    | 1 - 1     | 1 - 3 |
| 2023-2024 | Ligue Europa Conférence | Deuxième tour Q  | The New Saints    | 3 - 2    | 1 - 1     | 4 - 3 |
| 2023-2024 | Ligue Europa Conférence | Troisième tour Q | Struga Trim-Lum   | 2 - 1    | 1 - 3     | 3 - 4 |

Légende
- Victoire ou qualification pour le tour suivant
- Match nul
- Défaite ou élimination de la compétition

## Effectif actuel
Le tableau ci-dessous liste l'effectif professionnel du FC Swift Hesperange pour la saison 2024-2025.

## Infrastructures

### Stade Alphonse-Theis (depuis 1999)

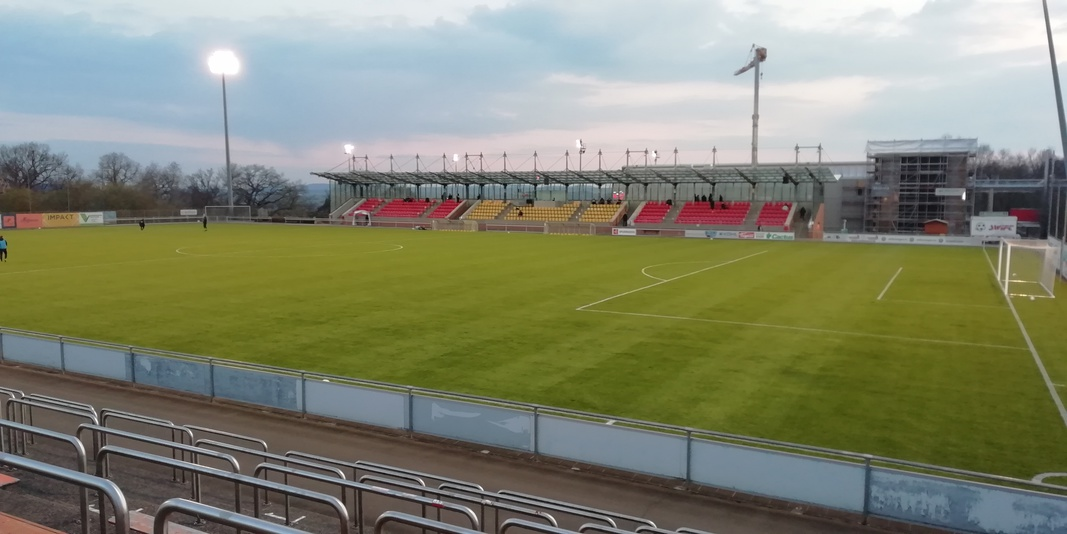
La tribune principale du stade

Jouant sur un stade modeste de la ville, le FC Swift Hesperange dispute ses matchs à domicile depuis 1999 au Stade Holleschbierg, renommé en 2001 en hommage à Alphonse Theis, ancien bourgmestre de Hesperange décédé en 1999.
Le stade a été conçu pour répondre aux besoins du club et de la communauté locale. Ce dernier possède une capacité de 3 058 places, avec une surface en pelouse naturelle. Il a également accueilli des matchs internationaux, notamment lors du Championnat d’Europe de football des moins de 17 ans en 2006.